# Art Carney
Art Carney (n. 4 noiembrie 1918, Mount Vernon⁠(d), New York, SUA – d. 9 noiembrie 2003, Chester⁠(d), Connecticut, SUA) a fost un actor american de teatru și film. A realizat și emisiuni de televiziune și radio.

## Filmografie selectivă
- 1978 Vizită la domiciliu (House Calls), regia	Howard Zieff
- 1984 Declanșatorul (Firestarter), regia Mark L. Lester